# Mac Gillavry
Mac Gillavry is een van oorsprong uit Inverness (Schotland) afkomstige familie waarvan een lid zich aan het eind van de 18e eeuw in Nederland vestigde.

## Geschiedenis
De bewezen stamreeks begint met Benjamin Macgillivray die rond 1690 werd geboren en grondbezitter was van landerijen van "the College of Spynie en the Castle of Cluny" in Inverness. Zijn kleinzoon William Mac Gillavry (Elgin 1751- Zwolle 1810) maakte onderdeel uit van het regiment Schotse infanterie onder generaal-majoor Dundas (tweede Bataljon, Compagnie van "Collonel Commandant Bentinck", tweede gelid, nummer 41) en kwam zo in de Nederlanden terecht. Zijn dienstverband duurde van 23 maart 1781 tot 2 oktober 1787. Daarna vestigde hij zich te Zwolle waar hij leraar Engels werd. Hij werd de stamvader van het Nederlandse patriciaatsgeslacht Mac Gillavry dat vooral militairen, bestuurders in Nederlands-Indië en academici voortbracht.
In 1938 werd de Nederlandse tak opgenomen in het genealogische naslagwerk Nederland's Patriciaat.

## Enkele telgen
William Mac Gillavry (1751-1810), diende in het regiment Schotse infanterie onder generaal-majoor Dundas, vestigde hij zich te Zwolle, leraar Engels
- Hendrik Mac Gillavry (1797-1835), griffier Hoog Militair Gerechtshof, later resident in Nederlands-lndië
  - Robert Jacob Wijnand Mac Gillavry (1824-1872), resident in Nederlands-lndië
    - Mary Mac Gillavry (1864-1946); trouwde in 1887 met prof. dr. Laurentius Knappert (1863-1943), hoogleraar
    - Hope Robert Mac Gillavry (1865-1951), luitenant-generaal titulair
    - Sarah Anna Mac Gillavry (1868-1948); trouwde in 1889 met prof. dr. Pieter Fijn van Draat (1860-1945), hoogleraar

  - Prof. dr. Theodorus Hendricus Mac Gillavry (1835-1921), hoogleraar geneeskunde
    - Dr. Donald Mac Gillavry (1869-1951), hersenchirurg
      - Dr. ir. Donald Mac Gillavry (1902)
      - Prof. Dr. Carolina Henriette Mac Gillavry (1904-1993), chemicus, hoogleraar
      - Prof. Dr. Henry James Mac Gillavry (1908-2012), geoloog, hoogleraar

    - Prof. Dr. Charlotte Mac Gillavry (1880-1959); trouwde in 1903 met prof. mr. Adriaan Neytzell de Wilde (1877), Volksraad van Nederlands-Indië, hoogleraar

Geslachten die opgenomen zijn in het sinds 1910 verschijnende genealogische naslagwerk Nederland's Patriciaat. Lijst volgens opgave van het CBG Centrum voor familiegeschiedenis.
A · B · C · D · E · F · G · H · I · J · K · L · M · N · O · P · Q · R · S · T · U · V · W · Y · Z